# 八福亭
八福亭（はちふくてい）は、かつて三木プロダクションで活動していた日本の男女お笑いコンビ。2006年3月1日結成。2015年12月22日解散。

## メンバー
- みずほ（1983年1月31日 - ）(42歳)
  - 本名：岩井 瑞穂（いわい みずほ）[2]
  - 大阪市平野区出身[3]。
  - 堺女子高等学校（現：香ヶ丘リベルテ高等学校）卒業[4]。
  - 身長163cm、体重102kg[3]。血液型はO型[2]。
  - 立ち位置は左。
  - 特技はアイスホッケー、ダンス[2]。
  - 愛玩動物飼養管理士1級、ペット災害危機管理士2級の資格を持つ[3]。
  - かつては、5人組アイドルユニット「BONBORIなでしこ」のメンバーとして活動していた[1]。なお、この当時は体重56kgのスリム体型だった。
  - 2016年のM-1グランプリには、同じプロダクションHIT所属の雨宮シオリ犬とのコンビ「大輪小輪」（たいりんこりん）で出場（2回戦まで進出）[5]。

- 秀吉（ひできち、1984年10月30日 - ）(40歳)
  - 本名：金原 英旭（かねはら ひであき）[2]。
  - 大阪府出身[2]。
  - 血液型はA型[2]。
  - 上宮高等学校卒業[6]。
  - 特技はギター[2]。
  - オリックス・バファローズファン[6]。
  - 2018年からは、「新宿ゴールデン街劇場」の支配人を務めていた[7]。その後は実家の町工場で働く。

## 略歴・芸風
男女コンビには珍しい幼馴染み同士のコンビであった。最初は『福福亭』というコンビ名だったが、実家の近所に同じ名前の店があったということを秀吉の母から聞いたということから、ライブ1回出演後間も無く『八福亭』に改名。かつての所属事務所はドルフィンプロダクション。2009年9月からフリーとなった期間を経て、2010年11月から三木プロダクションに所属。
ネタは主に漫才。みずほが秀吉を差し置いて喋り倒したりするなどのスタイルがある。みずほのステージ衣装は、ピンクの色を基調とした派手なものや、オーバーオールなどが多い。
秀吉には、竹内力の物真似で、竹内力らしいセリフを発するというネタがある。
『賞金争奪戦!ギャンブラーの集い』『芸人☆ウォーズ』（いずれもStudio twl）のそれぞれのライブでは、共にメインMCを務めていた。
2013年8月6日三木プロダクション所属を離れて再びフリーに。2015年12月22日のスカパー!の公開生放送を最後に、八福亭解散。解散後、みずほはエーミュージックに移籍して「八福☆みずほ」の芸名で活動。秀吉はプロ野球選手の伊藤光のそっくりさん芸人「伊藤ピカル」として活動、プロ野球選手そっくりさん芸人チーム『偽（いつわり）JAPAN』のメンバーとしても活動していた。

## 受賞歴
- 2010年 第9回 漫才新人大賞決勝進出[3]。
- 2013年 第34回 今宮子供えびすマンザイ新人コンクール福笑い大賞[6]。

## 出演

### テレビ
- オンバト+（NHK総合）戦績0勝1敗 最高225KB
- 激変!ミラクルチェンジ（TBSテレビ）- 2011年2月2日～2011年3月30日、みずほのみ。「みずほの韓国行きっぱなしダイエット」（痩せるまで帰ってきてはいけない）の企画に出演。
- その顔が見てみたい（フジテレビ）- 2011年5月10日、みずほのみ
- 芸人報道（日本テレビ）- 2013年3月18日深夜「第3回 すぐ言う芸王座決定戦」
- 笑わせnight（スカパー!　寄席チャンネル）
- ウチのガヤがすみません!（日本テレビ） - 八福☆みずほのみ（八福亭解散後の出演）。初出演は2018年4月24日
- THEプラチナリスト〜スターが生まれた伝説の名簿　2時間スペシャル（TBSテレビ）2022年[12]

### ラジオ
- 一金笑イブ ネットラヂオ「笑ヂオ」Vol.32
- ちょっと気にならないこの世界（すまいるエフエム）

### インターネットテレビ
- そーしゃる大喜利

### ライブ
- まるLIVE（事務所ライブ）
- 賞金争奪戦! ギャンブラーの集い（MC）
- 芸人ウォーズ（MC）
- TEPPEN
- お笑いライブ! やったろうじゃん
- 下克上ライブ
- お笑いガバチョライブ
- きらめきニシキ
- お子様ランチ
- 素ライブ
- STEP! STEP! STEP!（ワタナベエンターテインメントライブ）
など

### 舞台
- 天国に行ったワルPart2
- 浦島家の人々
- 小田原シンド☆バット
- 不咲息子〜さかずきっず〜 - 八福☆みずほのみ[13]
- ジョダンダンジョ - 八福☆みずほのみ[14]